# صالح عبدالله کامل
صالح عبدالله کامل، (به عربی: صالح عبدالله كامل) (زاده ۱۹۴۱ – درگذشته ۱۸ مه ۲۰۲۰) کارآفرین، بانکدار، سرمایه‌دار و مدیر ارشد اجرایی عربستانی بود، که در سال ۱۹۶۹ گروه دله البرکه را تأسیس نمود.
کامل در حال حاضر به‌عنوان رئیس هیئت مدیره بانک توسعه اسلامی، گروه دله البرکه و بانک البرکه فعالیت می‌نماید.